# Luigi Accogli
Luigi Accogli (ur. 16 sierpnia 1917 w Andrano, zm. 21 czerwca 2004) – włoski duchowny katolicki, dyplomata watykański, arcybiskup.

## Życiorys
Otrzymał święcenia kapłańskie 6 marca 1943. 16 października 1967 został mianowany nuncjuszem apostolskim w Chinach, jednocześnie arcybiskupem, ze stolicą tytularną Treba. Sakry biskupiej udzielił mu kardynał Amleto Giovanni Cicognani 26 listopada 1967. Od września 1970 do lipca 1979 był nuncjuszem w Ekwadorze, następnie w Bangladeszu (lipiec 1979 – czerwiec 1988) i w Syrii (czerwiec 1988 – luty 1993). W 1993 przeszedł na emeryturę.